# 원동초등학교 (경기)
원동초등학교는 대한민국 경기도 오산시 원동에 있는 공립 초등학교이다.

## 학교 연혁
- 1997년 3월 1일 원동초등학교 개교(초등19학급, 유치원2학급 편성)
- 2000년 12월 31일 강당 및 11교실 증축
- 2001년 5월 8일 역사관, 제2과학실, 제2컴퓨터실 정비
- 2008년 12월 10일 전 교실 천정형 냉온풍기 설치
- 2008년 12월 10일 과학실 2개실 현대화 사업
- 2008년 12월 10일 영어 어학실 1실 설치
- 2009년 3월 4일 학교 홈페이지 개편
- 2009년 10월 29일 화성오산교육청부설 영재학급설치 승인
- 2010년 2월 11일 제13회 졸업식(202명, 총 졸업생 수 2,238명)
- 2010년 3월 1일 31학급 현성(특수1포함), 유치원 2학급
- 2010년 3월 1일 화장실 현대화로 개축
- 2010년 3월 31일 지역공동 영재학급 개강식
- 2010년 5월 1일 방과 후 보육교실 운영 시작
- 2010년 8월 1일 교실 바닥 전면 보수공사
- 2011년 2월 16일 제14회 졸업식(156명, 총 졸업생 수 2,394명)
- 2011년 3월 1일 유치원 1학급 증설(총3학급), 부장 1명 배치
- 2011년 3월 1일 초등보육교실 1학급 증설(총2학급)
- 2011년 9월 1일 제7대 박재용 교장(초빙) 취임
- 2011년 9월 6일 교문 증축 공사
- 2012년 2월 18일 제15회 졸업장 수여식(165명, 총 졸업생 수 2,559명)
- 2012년 3월 2일 초등 28학급(특수1포함), 유치원 3학급 편성
- 2012년 8월 1일 강당바닥 교체 리모델링
- 2012년 11월 28일 제3회 지역공동 영재학급 수료식
- 2013년 2월 20일 제16회 졸업장 수여식(165명, 총 졸업생 수 2,924명)
- 2013년 3월 2일 초등 28학급(특수1포함), 유치원 3학급 편성
- 2014년 2월 19일 제17회 졸업장 수여식(128명, 총 졸업생 수 3,052명)
- 2014년 3월 3일 초등 29학급(특수1), 유치원 4학급 편성(특수1)